# Arkansaw (Wisconsin)
Arkansaw ist eine Siedlung auf gemeindefreiem Gebiet im Pepin County im US-amerikanischen Bundesstaat Wisconsin. Zu statistischen Zwecken ist der Ort zu einem Census-designated place (CDP) zusammengefasst worden. Im Jahr 2020 hatte Arkansaw 194 Einwohner.

## Geografie
Arkansaw liegt im Westen Wisconsins an der Mündung des Arkansaw Creek in den Eau Galle River, der über den Chippewa River zum Stromgebiet des Mississippi gehört. Dieser bildet rund 30 km westlich und südwestlich von Arkansaw die Grenze Wisconsins zum benachbarten Bundesstaat Minnesota. 
Die geografischen Koordinaten von Arkansaw sind 44°38'02" nördlicher Breite und 92°01'53" westlicher Länge. Der Ort erstreckt sich über eine Fläche von 1,86 km² und ist Bestandteil der Town of Waterville.
Nachbarorte von Arkansaw sind Eau Galle (9 km nördlich), Durand (7 km östlich), Plum City (14,8 km westlich) und Elmwood (25 km nordwestlich).
Die nächstgelegenen größeren Städte sind Eau Claire (56 km nordöstlich), Wisconsins Hauptstadt Madison (321 km südöstlich), La Crosse am Mississippi (137 km südsüdöstlich), Rochester in Minnesota (105 km südwestlich), die Twin Cities in Minnesota (108 km nordwestlich) und Duluth am Oberen See in Minnesota (275 km nördlich).

## Verkehr
Arkansaw liegt am U.S. Highway 10, der in West-Ost-Richtung am nördlichen Ortsrand entlangführt. Alle weiteren Straßen in Arkansaw sind untergeordnete Landstraßen, teils unbefestigte Fahrwege oder innerörtliche Verbindungsstraßen.
Der nächstgelegene Flughafen ist der Chippewa Valley Regional Airport in Eau Claire (65,6 km nordöstlich).
Der nächste Großflughafen ist der 117 km westnordwestlich gelegene Minneapolis-Saint Paul International Airport. 

## Bevölkerung
Nach der Volkszählung im Jahr 2010 lebten in Arkansaw 177 Menschen in 80 Haushalten. Die Bevölkerungsdichte betrug 95,2 Einwohner pro Quadratkilometer. In den 80 Haushalten lebten statistisch je 2,21 Personen. 
Ethnisch betrachtet bestand die Bevölkerung ausschließlich aus Weißen.  
22,6 Prozent der Bevölkerung waren unter 18 Jahre alt, 57,1 Prozent waren zwischen 18 und 64 und 20,3 Prozent waren 65 Jahre oder älter. 45,2 Prozent der Bevölkerung waren weiblich.
Das mittlere jährliche Einkommen eines Haushalts lag bei 43.000 USD. Das Pro-Kopf-Einkommen betrug 19.364 USD. 14,9 Prozent der Einwohner lebten unterhalb der Armutsgrenze.

## Persönlichkeiten
- Lucius R. Holbrook (1875–1952), Generalmajor der United States Army